# 超时空来电
《超时空来电》（英語：The Caller）是一部2011年英國超自然恐怖片，由Matthew Parkhill执导，斯蒂芬·莫耶、雷切尔·洛弗热主演。
本片被韩国改編為《声命线索》（2020年）。

## 外部連結
- 互联网电影数据库（IMDb）上《超时空来电》的资料（英文）